# Robert Acquafresca
Robert Acquafresca est un footballeur italien, né le 11 septembre 1987 à Turin en Italie. Il évolue au poste d'attaquant.

## Biographie
Joueur très prometteur, ce jeune buteur possède un sens du but très affiné ainsi que de nombreuses autres qualités qui font de lui un des grands espoirs du football italien. Il possède des origines polonaises par sa mère.
À l'issue de la saison 2007-2008, il est acheté par l'Inter de Milan au Cagliari Calcio pour la somme de 5 millions d'euros.
Il est cependant conservé dans l'effectif de Cagliari, puisque prêté pour la saison 2008-2009. Pour la saison 2009-2010, il est prêté à l'Atalanta Bergame par son nouveau club, le Genoa CFC. Mais ce prêt n'est pas concluant et il retourne en janvier 2010 au Genoa CFC.
Lors de l'été 2010, les présidents du Genoa CFC et de la Lazio de Rome se mettent d'accord sur un prêt avec option d'achat pour que l'attaquant rejoigne la capitale italienne. Mais c'est le joueur lui-même qui refuse l'accord, ne voulant pas être en concurrence pour un poste de titulaire avec des joueurs comme Floccari, Rocchi ou Zarate. Il est finalement prêté avec option d'achat au Cagliari Calcio pour une saison.
En 2011, il est de nouveau prêté avec option d'achat au FC Bologne par le Genoa CFC.